# سومنیکی
سومنیکی (به لاتین: Słomniki) یک شهر در لهستان است که در گمینا سوومنگکی واقع شده‌است. سومنیکی ۳٫۳۴ کیلومتر مربع مساحت و ۴٬۳۴۰ نفر جمعیت دارد.